# Distenia peninsularis
Distenia peninsularis är en skalbaggsart som beskrevs av Santos-silva och Hovore 2008. Distenia peninsularis ingår i släktet Distenia och familjen långhorningar.
Artens utbredningsområde är Costa Rica. Inga underarter finns listade i Catalogue of Life.